# Ringo Starr: Live at Soundstage
Ringo Starr: Live at Soundstage ist das 26. Album und das neunte Livealbum von Ringo Starr nach der Trennung der Beatles. Es wurde am 27. Oktober 2007 in den USA veröffentlicht. In Deutschland und Großbritannien erschien das Album nicht.

## Entstehungsgeschichte
Nach dem Erscheinen des Studioalbums Choose Love im Juli 2005 begab sich Ringo Starr mit seiner Gruppe The Roundheads auf Promotion-Tour. Im Jahr 2005 war Ringo Starr mit der All-Starr Band nicht auf Tournee.
Am 25. August 2005 wurde das Konzert im Genesee Theatre in Waukegan (USA) aufgezeichnet und als fünfte Ringo-Starr-CD von Koch über zwei Jahre später veröffentlicht. Es ist das fünfte Album, das Mark Hudson und Ringo Starr gemeinsam produzierten und das zweite Livealbum nach VH1 Storytellers, bei dem Ringo Starr sämtliche Lieder singt. Beim Konzert sang allerdings auch Colin Hay als Gastmusiker drei Lieder; eines davon, Who Can It Be Now?, wurde auf der DVD Soundstage: Ringo Starr and the Roundheads veröffentlicht.
Das Konzert wurde im Rahmen der PBS Konzert-Serie mit dem Titel Soundstage gegeben. Die Lieder, die auf der CD befinden, wurden alle von Ringo Starr gesungen und sind karriereübergreifend; so wurde das Lied Boys mit den Beatles im Jahre 1963 veröffentlicht und das jüngste Lied, Choose Love, erschien im Jahr 2005.
Das vollständige Programm des Konzerts war wie folgt:
1. With a Little Help from My Friends / It Don’t Come Easy
2. Octopus’s Garden
3. Choose Love
4. I Wanna Be Your Man
5. Down Under (Colin Hay)
6. Waiting for My Real Life to Begin (Colin Hay und Cecilia Noel)
7. Don’t Pass Me By
8. I’m the Greatest
9. Give Me Back the Beat
10. Memphis in Your Mind
11. Photograph
12. Never Without You
13. Back Off Boogaloo
14. Who Can It Be Now? (Colin Hay)
15. Boys
16. Yellow Submarine
17. Act Naturally
18. With a Little Help from My Friends

## Covergestaltung
Das Cover entwarf Andrew Kelley. Die Coverfotos wurden von Brent Carpenter und Gary Burr aufgenommen. Der CD liegt ein aufklappbares bebildertes vierseitiges Begleitheft bei, das Informationen zum Album enthält.

## Titelliste
1. With a Little Help from My Friends (Lennon/McCartney) / It Don’t Come Easy (Richard Starkey a/George Harrison) – 3:59
2. Octopus’s Garden (Richard Starkey) – 3:09
3. Choose Love (Richard Starkey/Mark Hudson/Gary Burr) – 3:30
4. I Wanna Be Your Man (Lennon/McCartney) – 3:20
5. Don’t Pass Me By (Richard Starkey) – 3:45
6. I’m the Greatest (John Lennon) – 3:05
7. Memphis in Your Mind (Richard Starkey/Mark Hudson/Gary Burr/Steve Dudas/Dean Grakal) – 3:19
8. Photograph (Richard Starkey/George Harrison) – 3:53
9. Never Without You (Richard Starkey/Mark Hudson/Gary Nicholson) – 4:38
10. Back Off Boogaloo (Richard Starkey) – 3:58
11. Boys (Luther Dixon/Wes Farrell) – 3:01
12. Yellow Submarine (Lennon/McCartney) – 3:58
13. Act Naturally (Johnny Russell/Voni Morrison) – 2:49
14. With a Little Help from My Friends (Lennon/McCartney) – 4:42

## Deluxe Edition
Am 3. April 2009, 1 1⁄2 Jahre später, wurde das Album mit einer DVD als Deluxe Version erneut veröffentlicht. Die DVD ist rund 29 Minuten lang und enthält folgenden Inhalt:
1. Meet the Roundheads (Dokumentation)
2. Choose Love (Rehersal)
3. It Don’t Come Easy (Live)
4. I’m the Greatest (Live)
5. Don’t Pass Me By (Live)

## Wiederveröffentlichungen
- Die CD-Veröffentlichung aus dem Jahr 2007 wurde bisher nicht neu remastert.
- Eine Veröffentlichung im LP-Format erfolgte 2007 nicht. Erst am 20. Juni 2025 erschien auf dem Label Friday Music eine Langspielplatte im goldenem[1] und im rot gesprenkeltem Vinyl[2].

## Single-Auskopplungen
Aus dem Album wurden keine Singleauskopplungen vorgenommen.

## Chartplatzierungen
Das Album verfehlte Notierungen in den offiziellen Albumcharts.

## Sonstiges
- Im September 2009 wurde eine DVD in einer 5.1-Abmischung mit dem Titel Soundstage: Ringo Starr and the Roundheads in den USA veröffentlicht (Erscheinungsdatum in Europa: März 2012), diese enthält folgende Lieder:

1. It Don’t Come Easy
2. Octopus’s Garden
3. Choose Love
4. I Wanna Be Your Man
5. Who Can it Be Now? (Colin Hay)
6. Don’t Pass Me By
7. I’m the Greatest
8. Give Me Back My Beat
9. Memphis in Your Mind
10. Photograph
11. Back Off Boogaloo
12. Yellow Submarine
13. Act Naturally
14. With a Little Help From My Friends